# 九品寺 (京都市)
九品寺（くほんじ）は、京都市南区東九条にある浄土宗の寺院。院号は成菩提院。本尊は阿弥陀如来。

## 歴史
この寺は、平安時代の天承元年（1131年）に鳥羽上皇が鳥羽殿（鳥羽離宮・現在伏見区中島）に建てた白河法皇陵に付属する成菩提院の阿弥陀堂に始まると伝えられる。鳥羽殿の衰退とともに阿弥陀堂も衰えたが、浄土宗の僧長西（1184年～1228年）が復興し、九品寺義の拠点となった。
文明3年（1471年）現在の地に移された。寺運は衰えたが、江戸時代に入り袋中（1552年～1639年）が入寺して中興された。

## 所在地
- 京都府京都市南区東九条上御霊町30